# Diecezja San Juan de los Lagos
Diecezja San Juan de los Lagos (łac. Dioecesis Sancti Ioannis a Lacubus) – diecezja Kościoła rzymskokatolickiego w Meksyku, należąca do archidiecezji Guadalajara.

## Historia
25 marca 1972 roku papież Paweł VI bullą Qui omnium erygował diecezję San Juan de los Lagos. Dotychczas wierni z tych terenów należeli do archidiecezji Guadalajara i diecezji Colima.

## Ordynariusze
- Francisco Javier Nuño y Guerrero (1972 - 1980)
- José López Lara (1981 - 1987)
- José Sepúlveda Ruiz-Velasco (1988 - 1999)
- Javier Navarro Rodríguez (1999 - 2007)
- Felipe Salazar Villagrana (2008 - 2016)
- Jorge Alberto Cavazos Arizpe (2016 - 2022)
- José Leopoldo González (od 2024)